# Demian Rodríguez
Pedro Andrés Silva González (San Antonio, Región de Valparaíso, Chile, 14 de mayo de 1986) cantautor chileno, mejor conocido bajo el seudónimo de Demian Rodríguez. Hasta la fecha ha publicado dos álbumes: «Santos inéditos» del año 2012 y «Demian Rodríguez» del año 2016.

## Biografía

### Inicios
Nació en 1986 en la ciudad de San Antonio, desde muy niño le gustaba cantar, se crio con la llamada "canción cebolla" (estilos como el bolero o el vals peruano) y con la música de artistas mexicanos como Antonio Aguilar, Vicente Fernández, Los Tigres del Norte y Juan Gabriel, en el barrio donde vivía lo llamaban "el charrito", en la escuela José Luis Norris, donde estudió cambiaba a la directora castigos por canciones. Uno de sus mayores mentores fue un vecino de su abuelo, un anciano músico llamado Don José que le contaba historias de su vida y que fue guitarrista de Lucho Gatica; este le enseñó a tocar la guitarra.
Cuando Pedro tenía 19 años, su padre queda desempleado y con su familia se trasladan a vivir a la localidad de Rosario, ubicada en la comuna de Rengo, cercana a Rancagua, en este lugar forma una banda de rock fusión de corta vida llamada Samsara, esta banda llegó a tocar en vivo en Santiago junto a bandas como Teleradio Donoso y Sol y Lluvia. A los 20 años  asume el pseudónimo Demian Rodríguez, inspirado en Demian de Herman Hesse y el héroe Manuel Rodríguez.
Años más tarde se trasladaría a vivir a la comuna de La Florida, en la ciudad de Santiago.

### Traslado a Valparaíso y su primer álbum Santos inéditos (2010-2015)
En el año 2010 decide partir a Valparaíso, gracias al consejo de dos amigos sanantoninos, los hermanos Chinoy y Kaskivano, quienes lo introducen a la interesante escena musical porteña, donde conoce a artistas como Ángelo Escobar, Evelyn Cornejo, Nano Stern, entre otros.
El año 2012 publica su primer álbum llamado Santos inéditos, un disco de trova, llamado así por el autor se inspiró en el pintor El Greco que pintaba gente común como si fuesen santos, Demián califica de una obra con un lírica bastante religiosa, que juega entre lo humano y lo divino.

### Álbum homónimo (2016-2018)
El año 2016 lanza su segundo álbum llamado Demian Rodríguez, en este álbum homónimo, el artista se acerca al género del bolero y al vals peruano, a lo popularmente se llama canción cebolla, en el que colaboran Pascuala Ilabaca y Juan Ayala (ex Juana Fe), producción que recibió gran recibimiento por parte de la crítica especializada, recibiendo gracias a este trabajo un Premio Pulsar del año 2017, en la categoría Mejor cantautor.   Entre abril y mayo de ese año realiza una gira por China, presentándose en Festival Meet in Beijing y en el Cervantes Institut de Pekín.

## Discografía

### Álbumes
- Santos inéditos (2012)
- Demian Rodríguez (2016)

## Premios y nominaciones
| Año  | Premio         | Categoría       | Trabajo          | Resultado |
| ---- | -------------- | --------------- | ---------------- | --------- |
| 2017 | Premios Pulsar | Mejor cantautor | Demian Rodríguez | Ganador   |
| 2017 | Premios Pulsar | Artista del año | Demian Rodríguez | Nominado  |
| 2017 | Premios Pulsar | Álbum del año   | Demian Rodríguez | Nominado  |